# 514 (số)
514 (năm trăm mười bốn) là một số tự nhiên ngay sau 513 và ngay trước 515.